# Sternidius naeviicornis
Sternidius naeviicornis är en skalbaggsart som först beskrevs av Bates 1885.  Sternidius naeviicornis ingår i släktet Sternidius och familjen långhorningar.
Artens utbredningsområde är Nicaragua. Inga underarter finns listade i Catalogue of Life.